# Radko Květ
Radko Květ (*11. říjen 1954, Třebíč) je český architekt.
Od roku 1991 vede v Brně vlastní architektonickou kancelář. Kromě novostaveb je také autorem několika rekonstrukcí, mezi nimiž vyniká rekonstrukce brněnského hradu Špilberku. Jeho tvorba byla ovlivněna postmodernou nebo stylem high–tech.

## Realizovaná díla (výběr)
- 1998 dům s komerčními prostory | Brno
- 2004 bytové domy – Farská zahrada | Brno – Komín
- 2007 RD manželů V. | Brno – Mokrá Hora
- 2007 RD manželů M. | Slavkov
- 2008 rekonstrukce hradu Špilberk | Brno
- 2009 domov důchodců | Brno – Tuřany
- 2011 dostavba hospodářského objektu vodního mlýna (NKP) | Slup
- 2014 RD slečny P. | Slezská Ostrava
- 2016 archeologický park | Pavlov

## Ocenění (výběr)
- Za Archeopark Pavlov: „Česká cena za architekturu – 2017” – Hlavní cena „Stavba Roku – 2016” – I. místo „Iconic Awards 2017” – best of best Premio Obras CEMEX 2017 – Collective space” – I.místo „Stavba jihomoravského kraje – 2016” – I. místo „Interiér roku – 2016” – I. místo „MnichovBRD” – I. místo Publikováno: Architektur aktuell – Rakousko; C3 – Jižní Korea; Mark – Holandsko; XXI – Turecko; STAVBA,ERA 21, Interiér roku, RESPEKT, VESMÍR – ČR, atd. Za výstavní činnost: „Best of heritage ICOM” – Dubrovnik 2006 – ocenění „Gloria musaealis 2016” – Archeopark Pavlov – II. místo Technické muzeum Brno – III. místo